# Luvia
Luvia este o fostă comună din Finlanda.